# Bengalia siamensis
Bengalia siamensis este o specie de muște din genul Bengalia, familia Calliphoridae, descrisă de Senior-white în anul 1924.
Este endemică în Thailand. Conform Catalogue of Life specia Bengalia siamensis nu are subspecii cunoscute.